# OMI (가수)
오마 새뮤얼 페이즐리(Omar Samuel Pasley, 1986년 9월 3일 ~ )는 OMI(오미)라는 이름으로 잘 알려진 자메이카의 가수이다. 2015년 싱글이자 빌보드 6주 1위에 빛나는 "Cheerleader"로 가장 잘 알려져 있다.